# 24503 Kero
24503 Kero eller 2001 AJ42 är en asteroid i huvudbältet som upptäcktes den 3 januari 2001 av LONEOS vid Anderson Mesa Station. Den är uppkallad efter den svenske fysikern Johan Kero, forskare vid Institutet för rymdfysik. Hans forskning inkluderar radardetektering av meteorer.
Asteroiden har en diameter på ungefär 6 kilometer och den tillhör asteroidgruppen Maria.